# Christoph Zadra
Christoph Zadra (* 1965 in Wien) ist ein österreichischer Schauspieler.

## Leben

### Ausbildung und erste Engagements
Christoph Zadra stammt aus Wien. Er absolvierte 1987 seine Schauspielausbildung mit dem Schauspieldiplom vor der Paritätischen Bühnenkommission in Wien. Im Jänner 2002 wurde er mit dem Karl-Skraup-Preis für hervorragende Nachwuchsleistungen in der Theatersaison 2000/01 ausgezeichnet.
Zadra hatte während und nach seiner Ausbildung Theaterengagements am Theater an der Wien (Spielzeit 1985/86), an den Städtischen Bühnen Regensburg (Spielzeit 1988/89), am Stadttheater Luzern (1990–1993), am Hessischen Staatstheater Wiesbaden (1993–1996), am Volkstheater Wien (1999–2005) und am Stadttheater Koblenz (erstmals 2002).
Zu seinen Bühnenrollen gehörten in dieser Zeit unter anderem die Titelrolle in Don Karlos (Stadttheater Luzern), Romeo in Romeo und Julia (Stadttheater Luzern), Fritz in Liebelei (Stadttheater Luzern), Oswald in Gespenster (Staatstheater Wiesbaden), Merkur in Amphitryon (Spielzeit 1993/94, Staatstheater Wiesbaden) und Lucentio in Der Widerspenstigen Zähmung (Staatstheater Wiesbaden).

### Volkstheater Wien
Unter der Direktion von Emmy Werner wurde er 1999 ans Volkstheater Wien engagiert. Im Juni 2000 gehörte er dort zur Premierenbesetzung der deutschsprachigen Erstaufführung des Theaterstücks Das Blut des katalanischen Autors Sergi Belbel. Weitere Rollen Zadras am Wiener Volkstheater waren: Nick in Wer hat Angst vor Virginia Woolf?, Polizist in Der gute Mensch von Sezuan, der junge Mehrenberg in König Ottokars Glück und Ende, Dromio von Syrakus in Komödie der Irrungen, Sekretär Wurm in Kabale und Liebe, Andres in Woyzeck, Schreiber Licht in Der zerbrochne Krug (Regie: Georg Schmiedleitner, Spielzeit 2002/03), Kreon in Antigone und der Kammerdiener Lorenz in Das Mädchen aus der Feenwelt oder Der Bauer als Millionär (Regie: Stephan Bruckmeier, Spielzeit 2003/04).

### Theaterstationen
An den Wiener Kammerspielen des Theaters in der Josefstadt spielte er in der Saison 2005/06 den Polizeikommissar Bridois in der Komödie Wie man Hasen jagt von Georges Feydeau und den Oberleutnant Lukasch in Die Geschichte vom braven Soldaten Schwejk. In der Spielzeit 2006/07 gastierte er am Landestheater Niederösterreich als Philinte in Der Menschenfeind.
2007 trat er in Annegret Ritzels Maria Stuart-Inszenierung am Theater Koblenz als Graf Leicester mit Madeleine Niesche als Partnerin auf. In der Spielzeit 2007/08 spielte er, ebenfalls an der Seite von Madeleine Niesche, den Stanley Kowalski in Endstation Sehnsucht am Theater Koblenz. In der Spielzeit 2014/15 war er der brasilianische Verlobte José in einer Bühnenfassung von Frühstück bei Tiffany (Österreichische Erstaufführung) in den Kammerspielen des Theaters in der Josefstadt.

### Sommertheater
Zadra gastierte auch bei österreichischen Sommertheatern, so bei Stockerauer Festspielen. 2010 verkörperte er dort im Musical Victor/Victoria den Gangster King Marchan an der Seite von Alfons Haider.
Seit 2011 tritt er alljährlich bei den Festspielen Reichenau auf. 2011 war er der Graf Lelio Spannocchi in Oberst Redl. 2012 spielte er dort einen von Hofmillers Offizierskollegen in Ungeduld des Herzens. 2013 war er der amüsant-ironische Liebhaber in Nestroys Einen Jux will er sich machen, 2014 stand er als Bedienter Anton in der Nestroy-Posse Unverhofft (mit Brigitte Swoboda als Partnerin) auf der Bühne. 2015 und 2016 folgten Auftritte als Sophies Bruder in Der Alpenkönig und der Menschenfeind und als Karikaturist Imre Gyurkicz in der Doderer-Adaption Die Dämonen 2017 spielte er bei den Reichenauer Festspielen einen von Cliffords Freunden in Lady Chatterley. Im Sommer 2019 tritt er dort als Mr. Bloekman in Die Schön und Verdammten nach F. Scott Fitzgerald auf.

### Film und Fernsehen
Zadra stand auch für verschiedene Kino- und TV-Produktionen vor der Kamera. Er arbeitete in internationalen Produktionen mit Regisseuren wie Damiano Damiani und Fernando Meirelles zusammen. Er wirkte in österreichischen und bundesdeutschen Fernsehproduktionen mit, wo er mehrfach Episodenrollen in verschiedenen Fernsehserien (Kommissar Rex, Julia – Eine ungewöhnliche Frau, Der Winzerkönig) hatte. In der 10. Staffel der österreichischen TV-Serie SOKO Kitzbühel (2011) spielte Zadra eine der Episodenhauptrollen als Betreuer eines 17-jährigen ermordeten Mädchens.

### Sonstiges
Christoph Zadra arbeitete auch als Hörspielsprecher. Er lebt in Wien.

## Filmografie (Auswahl)
- 1988: Der Zug (Fernsehfilm)
- 1997: Stadtklinik: Der letzte Anruf (Fernsehserie, eine Folge)
- 1998: Polizeiruf 110: Rot ist eine schöne Farbe (Fernsehreihe)
- 2000: Hart im Nehmen (Fernsehfilm)
- 2003: Wilde Engel: Bankrott (Fernsehserie, eine Folge)
- 2006: Der Winzerkönig: Blinde Eifersucht (Fernsehserie, eine Folge)
- 2010: Lautlose Morde (Fernsehfilm)
- 2011: SOKO Kitzbühel: Ein Junge namens Nono (Fernsehserie, eine Folge)
- 2011: 360 – Jede Begegnung hat Folgen (Kinofilm)
- 2020: Tatort: Krank (Fernsehreihe)

## Hörspiele (Auswahl)
- 2002: Wolfgang Schmid, Martin Schulze: Schlachtenbummler (Original-Hörspiel) – Regie: Wolfgang Schmid; Martin Schulze
- 2007: Heimito von Doderer: Die Strudlhofstiege oder Melzer und die Tiefe der Jahre (1. Teil) – Regie: Robert Matejka